# Bulbophyllum tianguii
Bulbophyllum tianguii là một loài thực vật có hoa trong họ Lan. Loài này được K.Y.Lang & D.Luo mô tả khoa học đầu tiên năm 2007.